# Satellite Awards 2019 (December)
Satellite Awards 2019 (December) var den 24:e upplagan av Satellite Awards som belönade insatser i filmer och TV-produktioner från 2019, presenterad av International Press Academy.

## Vinnare och nominerade
Nomineringarna tillkännagavs den 3 december 2019 och vinnarna tillkännagavs den 19 december 2019. Vinnarna listas i fetstil.

### Filmer
| Bästa film (drama) - Le Mans '66 - 1917 - Bombshell – När tystnaden bryts - Burning Cane - Joker - The Lighthouse - Marriage Story - The Two Popes | Bästa film (komedi eller musikal) - Once Upon a Time in Hollywood - The Farewell - Hustlers - Knives Out - Rocketman - Uncut Gems |
| Bästa animerade film eller multimediafilm - Lejonkungen - Alita: Battle Angel - Buñuel in the Labyrinth of the Turtles - Draktränaren 3 - Familjen Addams - Fåret Shaun – Farmageddon - Toy Story 4 - Weathering with You | Bästa regissör - James Mangold – Le Mans '66 - Pedro Almodóvar – Smärta och ära - Noah Baumbach – Marriage Story - Bong Joon-ho – Parasit - Sam Mendes – 1917 - Quentin Tarantino – Once Upon a Time in Hollywood |
| Bästa manliga huvudroll (drama) - Christian Bale – Le Mans '66 - Antonio Banderas – Smärta och ära - Adam Driver – Marriage Story - George MacKay – 1917 - Joaquin Phoenix – Joker - Mark Ruffalo – Dark Waters | Bästa kvinnliga huvudroll (drama) - Scarlett Johansson – Marriage Story - Cynthia Erivo – Harriet - Helen Mirren – The Good Liar - Charlize Theron – Bombshell – När tystnaden bryts - Alfre Woodard – Clemency - Renée Zellweger – Judy |
| Bästa manliga huvudroll (komedi eller musikal) - Taron Egerton – Rocketman - Daniel Craig – Knives Out - Leonardo DiCaprio – Once Upon a Time in Hollywood - Eddie Murphy – Dolemite Is My Name - Adam Sandler – Uncut Gems - Taika Waititi – Jojo Rabbit | Bästa kvinnliga huvudroll (komedi eller musikal) - Awkwafina – The Farewell - Ana de Armas – Knives Out - Julianne Moore – Gloria Bell - Constance Wu – Hustlers |
| Bästa manliga biroll - Willem Dafoe – The Lighthouse - Tom Hanks – A Beautiful Day in the Neighborhood - Anthony Hopkins – The Two Popes - Joe Pesci – The Irishman - Wendell Pierce – Burning Cane - Brad Pitt – Once Upon a Time in Hollywood | Bästa kvinnliga biroll - Jennifer Lopez – Hustlers - Penélope Cruz – Smärta och ära - Laura Dern – Marriage Story - Nicole Kidman – Bombshell – När tystnaden bryts - Margot Robbie – Bombshell – När tystnaden bryts - Zhao Shuzhen – The Farewell |
| Bästa originalmanus - Marriage Story – Noah Baumbach - The Farewell – Lulu Wang - Le Mans '66 – Jez Butterworth, John-Henry Butterworth och Jason Keller - Once Upon a Time in Hollywood – Quentin Tarantino - Parasit – Bong Joon-ho och Jin Won Han - Smärta och ära – Pedro Almodóvar | Bästa manus efter förlaga - Joker – Todd Phillips och Scott Silver - Dark Waters – Matthew Michael Carnahan, Mario Correa och Nathaniel Rich - The Irishman – Steven Zaillian - Jojo Rabbit – Taika Waititi - Motherless Brooklyn – Edward Norton - The Two Popes – Anthony McCarten |
| Bästa icke-engelskspråkiga film - Estland – Truth and Justice - Frankrike – Les Misérables - Frankrike – Porträtt av en kvinna i brand - Ryssland – Beanpole - Senegal – Atlantics - Spanien – Smärta och ära - Sydkorea – Parasit - Tjeckien – The Painted Bird | Bästa dokumentärfilm - 63 Up - The Apollo - Apollo 11 - The Cave - Citizen K - Honeyland - One Child Nation - Till min dotter |
| Bästa musik - Joker – Hildur Guðnadóttir - 1917 – Thomas Newman - Harriet – Terence Blanchard - The Irishman – Robbie Robertson - Le Mans '66 – Marco Beltrami och Buck Sanders - Marriage Story – Randy Newman | Bästa sång - "(I'm Gonna) Love Me Again" – Rocketman - "The Ballad of the Lonesome Cowboy" – Toy Story 4 - "Don't Call Me Angel" – Charlie's Angels - "Into the Unknown" – Frost 2 - "Spirit" – Lejonkungen - "Swan Song" – Alita: Battle Angel |
| Bästa scenografi och produktionsdesign - Motherless Brooklyn – Beth Mickle och Michael Ahern - 1917 – Dennis Gassner och Lee Sandales - Joker – Mark Friedberg och Laura Ballinger - Le Mans '66 – François Audouy och Peter Lando - Once Upon a Time in Hollywood – Barbara Ling och Nancy Haigh - The Two Popes – Mark Tildesley och Saverio Sammali | Bästa foto - 1917 – Roger Deakins - The Irishman – Rodrigo Prieto - Joker – Lawrence Sher - Le Mans '66 – Phedon Papamichael - Motherless Brooklyn – Dick Pope - Rocketman – George Richmond |
| Bästa ljud - Le Mans '66 – Donald Sylvester, Paul Massey, David Giammarco och Steven Morrow - 1917 – Oliver Tarney, Stuart Wilson, Scott Millan och Mark Taylor - Avengers: Endgame – Shannon Mills, Daniel Laurie, Tom Johnson, Juan Peralta och John Pritchett - Joker – Alan Robert Murray, Tom Ozanich och Dean A. Zupancic - Once Upon a Time in Hollywood – Wylie Stateman, Mark Ulano, Michael Minkler och Christian P. Minkler - Rocketman – Matthew Collinge och John Hayes | Bästa kostym - Dolemite Is My Name – Ruth E. Carter - Downton Abbey – Anna Robbins - Joker – Mark Bridges - Judy – Jany Temime - Rocketman – Julian Day - The Two Popes – Luca Canfora |
| Bästa klippning - Le Mans '66 – Michael McCusker och Andrew Buckland - 1917 – Lee Smith - Joker – Jeff Groth - Marriage Story – Jennifer Lame - Rocketman – Chris Dickens - The Irishman – Thelma Schoonmaker | Bästa visuella effekter - Alita: Battle Angel – Joe Letteri och Eric Saindon - Avengers: Endgame – Dan DeLeeuw, Matt Aitken, Russell Earl och Daniel Sudick - The Irishman – Pablo Helman - Joker – Edwin Rivera, Mathew Giampa och Bryan Godwin - Le Mans '66 – Olivier Dumont, Mark R. Byers och Kathy Siegel - Lejonkungen – Robert Legato, Andrew R. Jones, Adam Valdez och Elliot Newman |

### Filmer med flera vinster
| Vinster | Film           |
| ------- | -------------- |
| 5       | Le Mans '66    |
| 3       | Joker          |
| 3       | Marriage Story |
| 3       | Rocketman      |

### Filmer med flera nomineringar
| Nomineringar | Film                            |
| ------------ | ------------------------------- |
| 10           | Joker                           |
| 10           | Le Mans '66                     |
| 8            | 1917                            |
| 8            | Marriage Story                  |
| 7            | Once Upon a Time in Hollywood   |
| 7            | Rocketman                       |
| 6            | The Irishman                    |
| 5            | Smärta och ära                  |
| 5            | The Two Popes                   |
| 4            | Bombshell – När tystnaden bryts |
| 4            | The Farewell                    |
| 3            | Alita: Battle Angel             |
| 3            | Hustlers                        |
| 3            | Knives Out                      |
| 3            | Lejonkungen                     |
| 3            | Motherless Brooklyn             |
| 3            | Parasit                         |
| 2            | Avengers: Endgame               |
| 2            | Burning Cane                    |
| 2            | Dark Waters                     |
| 2            | Dolemite Is My Name             |
| 2            | Harriet                         |
| 2            | Jojo Rabbit                     |
| 2            | Judy                            |
| 2            | The Lighthouse                  |
| 2            | Toy Story 4                     |
| 2            | Uncut Gems                      |

### Television
| Bästa TV-serie (drama) - Succession - The Affair - The Crown - Killing Eve - Mindhunter - Mr. Mercedes | Bästa TV-serie (komedi eller musikal) - Fleabag - Barry - The Good Place - The Kominsky Method - The Marvelous Mrs. Maisel - The Righteous Gemstones - Russian Doll |
| Bästa TV-serie (genre) - Stranger Things - Carnival Row - Game of Thrones - His Dark Materials - The Terror: Infamy - Watchmen | |
| Bästa miniserie - Chernobyl - The Act - Fosse/Verdon - Unbelievable - When They See Us - Years and Years | Bästa TV-film - El Camino: A Breaking Bad Movie - Brexit: The Uncivil War - Deadwood: The Movie - The Highwaymen |
| Bästa manliga huvudroll i en TV-serie (drama/genre) - Tobias Menzies – The Crown - Brian Cox – Succession - Brendan Gleeson – Mr. Mercedes - Jonathan Groff – Mindhunter - Damian Lewis – Billions - Billy Bob Thornton – Goliath                                                                    | Bästa kvinnliga huvudroll i en TV-serie (drama/genre) - Zendaya – Euphoria - Olivia Colman – The Crown - Jodie Comer – Killing Eve - Regina King – Watchmen - Sandra Oh – Killing Eve - Maggie Siff – Billions                                                                                            |
| Bästa manliga huvudroll i en TV-serie (komedi eller musikal) - Thomas Middleditch – Silicon Valley - Ted Danson – The Good Place - Michael Douglas – The Kominsky Method - Bill Hader – Barry - Eugene Levy – Schitt's Creek - Danny McBride – The Righteous Gemstones                               | Bästa kvinnliga huvudroll i en TV-serie (komedi eller musikal) - Phoebe Waller-Bridge – Fleabag - Pamela Adlon – Better Things - Christina Applegate – Dead to Me - Alison Brie – GLOW - Rachel Brosnahan – The Marvelous Mrs. Maisel - Natasha Lyonne – Russian Doll - Catherine O'Hara – Schitt's Creek |
| Bästa manliga huvudroll i en miniserie eller TV-film - Jared Harris – Chernobyl - Russell Crowe – The Loudest Voice - Jharrel Jerome – When They See Us - Aaron Paul – El Camino: A Breaking Bad Movie - Chris Pine – I Am the Night - Sam Rockwell – Fosse/Verdon                                   | Bästa kvinnliga huvudroll i en miniserie eller TV-film - Michelle Williams – Fosse/Verdon - India Eisley – I Am the Night - Aunjanue Ellis – When They See Us - Joey King – The Act - Helen Mirren – Catherine the Great - Niecy Nash – When They See Us                                                  |
| Bästa manliga biroll i en TV-serie, miniserie eller TV-film - Jeremy Strong – Succession - Alan Arkin – The Kominsky Method - Walton Goggins – The Righteous Gemstones - Dennis Quaid – Goliath - Andrew Scott – Fleabag - Tony Shalhoub – The Marvelous Mrs. Maisel - Stellan Skarsgård – Chernobyl | Bästa kvinnliga biroll i en TV-serie, miniserie eller TV-film - Olivia Colman – Fleabag - Patricia Arquette – The Act - Alex Borstein – The Marvelous Mrs. Maisel - Toni Collette – Unbelievable - Meryl Streep – Big Little Lies - Emily Watson – Chernobyl - Naomi Watts – The Loudest Voice            |

### Serier med flera vinster
| Vinster | Serie      |
| ------- | ---------- |
| 3       | Fleabag    |
| 2       | Chernobyl  |
| 2       | Succession |

### Serier med flera nomineringar
| Nomineringar | Serie                           |
| ------------ | ------------------------------- |
| 4            | Chernobyl                       |
| 4            | Fleabag                         |
| 4            | The Marvelous Mrs. Maisel       |
| 4            | When They See Us                |
| 3            | The Act                         |
| 3            | The Crown                       |
| 3            | Fosse/Verdon                    |
| 3            | Killing Eve                     |
| 3            | The Kominsky Method             |
| 3            | The Righteous Gemstones         |
| 3            | Succession                      |
| 2            | Barry                           |
| 2            | Billions                        |
| 2            | El Camino: A Breaking Bad Movie |
| 2            | Goliath                         |
| 2            | The Good Place                  |
| 2            | I Am the Night                  |
| 2            | The Loudest Voice               |
| 2            | Mindhunter                      |
| 2            | Mr. Mercedes                    |
| 2            | Russian Doll                    |
| 2            | Schitt's Creek                  |
| 2            | Unbelievable                    |
| 2            | Watchmen                        |